# 何治国
何治国（1977年—）是一位中国经济学家。

## 生平
1977年出生于浙江绍兴，1999年获得清华大学经济管理学院金融学学士学位，2001年获得清华大学经济管理学院金融学硕士学位，2008年获得西北大学 (伊利诺伊州)凯洛格管理学院金融学博士学位。 ，师从 Arvind Krishnamurthy 教授，毕业后加入普林斯顿大学从事博士后研究，师从熊伟教授，获雷曼兄弟金融研究奖，后进入芝加哥大学布斯商学院担任助理教授，2012年升任副教授，2014年获斯隆研究奖，2015年升任正教授并获终身教职。2017年在芝加哥大学布斯商学院担任 Fuji Bank and Heller金融学讲席教授 ，同时担任弗里德曼贝克尔经济中心-中国研究中心主任，兼任米勒法马金融研究中心主任，2020年在美国国会uscc美国-中国经济与国家安全委员会的听证会上作证。2024年加盟斯坦福大学商学院，任职詹姆斯·欧文·米勒金融学讲席教授，他同时还担任美国全国经济研究所（NBER）研究员和复旦大学泛海国际金融学院特聘教授。